# Mary Freeman-Grenville, 12. Lady Kinloss
Beatrice Mary Grenville Freeman-Grenville, 12. Lady Kinloss (geborene Morgan-Grenville, * 18. August 1922; † 30. September 2012) war eine britische Peeress und Politikerin.

## Leben
Sie war die älteste der drei Töchter von Rev. Luis Chandos Francis Temple Morgan-Grenville, Master of Kinloss (1889–1944), aus dessen Ehe mit Katherine Beatrice MacKenzie Jackman. Ihr Vater war anglikanischer Kurat der Holy-Sepulchre-Kirche in Northampton. Sie besuchte das Mädcheninternat Ravenscroft School in Eastbourne, East Sussex. Von 1942 bis 1946 arbeitete sie als Büroangestellte im britischen Außenministerium und von 1946 bis 1950 als Bibliothekarin der Fernhochschule Wolsey Hall College in Oxford. Sie wurde als Fellow in die Royal Astronomical Society aufgenommen.
Ihre Großmutter väterlicherseits war Mary Morgan-Grenville, 11. Lady Kinloss (1852–1944). Da ihr Vater zehn Wochen vor ihrer Großmutter starb, erbte sie bei deren Tod im Oktober 1944 deren schottischen Adelstitel als 12. Lady Kinloss. Ab Inkrafttreten des Peerage Act 1963 berechtigte dieser Titel sie zu einem Sitz im britischen House of Lords, den sie auf Seiten der Crossbencher einnahm. Im House of Lords gehörte sie von 1990 bis 1992 dem Ausschuss für die Europäische Gemeinschaft und später dem Unterausschuss für Sozial- und Verbraucherangelegenheiten an. Mit Inkrafttrete des House of Lords Act 1999 verlor sie ihren erblichen Parlamentssitz. Sie kandidierte erfolglos bei der anschließenden Wahl um die 92 verbleibenden Sitze der erblichen Peers im House of Lords und erreichte Platz 38 in einem Feld von 79 Kandidaten für die 28 verfügbaren Sitze der Crossbenchers.

## Ehe und Nachkommen
Am 29. August 1950 heiratete sie Dr. Greville Stewart Parker Freeman (1918–2005). Die Eheleute nahmen daraufhin mit Zustimmung des Lord Lyon King of Arms den Familiennamen „Freeman-Grenville“ an. Ihr Gatte arbeitete als Dozent für Afrikanische, Mittelöstlische und Islamische Studien sowie für Swahili. Sie hatten einen Sohn und zwei Töchter:
- Bevil David Stewart Chandos Freeman-Grenville, Master of Kinloss (1953–2012) ⚭ 2001 Marie-Therese Driscoll, Witwe des Stuart Sturrock;
- Teresa Mary Nugent Freeman-Grenville, 13. Lady Kinloss (* 1957);
- Hester Josephine Anne Freeman-Grenville (* 1960) ⚭ 1984 Peter Haworth  (* 1960).

Lady Kinloss starb am 30. September 2012, dem 160. Geburtstag ihrer Großmutter, der 11. Lady Kinloss. Da sie wie diese ihren einzigen Sohn überlebte, erbte ihre ältere Tochter Teresa ihren Adelstitel als 13. Lady Kinloss.

## Trivia
Sie war die stammälteste Nachfahrin und Generalerbin von Edward Seymour, Lord Beauchamp, dem einzigen Sohn von Lady Catherine Grey. An den theoretisch daraus herrührenden Ansprüchen der Tudors auf den englischen Thron war sie jedoch nicht interessiert.